# Marie Baum

Marie Baum, vor 1921

Maria Johanna „Marie“ Baum (* 23. März 1874 in Danzig; † 8. August 1964 in Heidelberg), war eine deutsche Chemikerin, Sozialwissenschaftlerin, Sozialpolitikerin sowie Frauenrechtlerin in der Zeit der Weimarer Republik und gilt als Wegbereiterin der sozialen Arbeit.

## Leben
Maria Johanna Baum war das dritte von sechs Kindern. Ihr Vater Wilhelm Georg Baum, ein Sohn des Chirurgen Wilhelm Baum, war Chefarzt des Städtischen Krankenhauses in Danzig. Die Mutter, Florentine („Flora“) Baum, engagierte sich in der Frauenbewegung; sie leitete in Danzig den Verein Frauenwohl. Die Großeltern mütterlicherseits waren Peter Gustav Lejeune Dirichlet und Rebecka Dirichlet, geb. Mendelssohn Bartholdy. In ihrer Heimatstadt besuchte Maria Baum von 1891 bis 1893 Realkurse, die auf das Abitur vorbereiteten. Anschließend ging sie, da Frauen noch nicht an deutschen Universitäten akademische Abschlüsse erwerben konnten, an die ETH Zürich, um dort Chemie zu studieren. Während ihres Zürcher Aufenthaltes lernte sie u. a. Frieda Duensing, Käthe Kollwitz und Ricarda Huch kennen.
Ein Semester unterbrach Maria Baum ihr Studium, um den schwerkranken Vater zu pflegen. Sie promovierte mit 22 Jahren und arbeitete gleichzeitig als Assistentin an der Universität Zürich. Ihre Anstellung war erkämpft worden. Ursprünglich wollte die Universitätsbehörde die Stelle durch einen Mann („Am liebsten einen Schweizerbürger“) besetzen, ließ sich dann aber durch eine von Albert Heim unterstützte Petition umstimmen. Anschließend arbeitete Maria Baum, genannt „Marie“ Baum, kurzzeitig in Berlin als Chemikerin in der Patentabteilung der Agfa, die von ihrem Großcousin Paul Mendelssohn Bartholdy gegründet worden war. Im Jahre 1902 wurde sie auf Vorschlag der Nationalökonomin Else von Richthofen und durch Vermittlung von Alice Salomon Gewerbeinspektorin im Großherzogtum Baden, eine Funktion, in der sie auch die Arbeitsbedingungen in den Fabriken beaufsichtigen musste. Dabei fand sie folgende unzumutbare Verhältnisse vor:

„Ich habe zahlreiche Kinder weit unter der vom Gesetz gezogenen Altersgrenze von 10 Jahren, wohl schon von 4 Jahren aufwärts, blaß und krumm über ihre Arbeit gebückt gesehen … Die Arbeitszeit der Jugendlichen betrug ausschließlich der Pausen 10 Stunden; für die erwachsenen Männer gab es keinen Maximalarbeitstag, so daß man in den Sägewerken der Nebentäler noch auf 14stündige Schichten stoßen konnte; Die Arbeitszeit der Frauen wurde gerade um jene Zeit von 12 auf 11 Stunden herabgesetzt. Für die Verheirateten, auf die zu Hause noch eine zweite Last wartete, verstärkte sich der Druck täglich sich wiederholender Überanstrengung in einem Maße, daß man sie auf den ersten Blick aus einer Schar von Arbeiterinnen heraussondern konnte.“

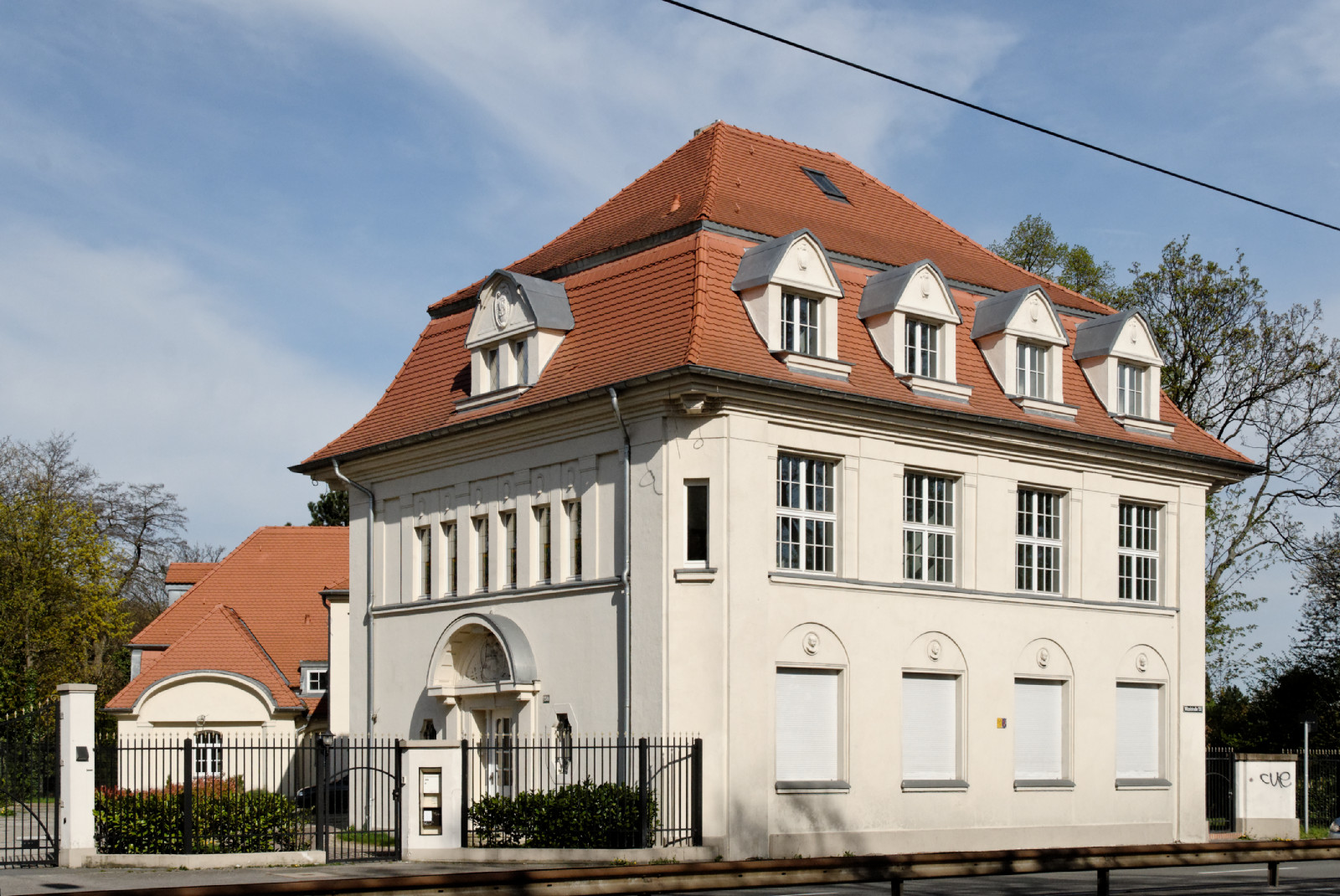
Gebäude Witzelstraße 150 (vormals Werstener Straße)

Im Jahre 1907 übernahm sie die Geschäftsführung des von Arthur Schlossmann gegründeten Vereins für Säuglingsfürsorge und Wohlfahrtspflege in Düsseldorf mit Sitz im Gebäude Witzelstraße 150. Dieser unterstand dem Bund deutscher Frauenvereine, wo Marie Baum bald Kontakte mit Gleichgesinnten schloss. Ein Deutscher Verein für öffentliche und private Fürsorge wählte sie 1909 in den Hauptausschuss und in den Vorstand. Ferner wurde sie ab 1908 Mitglied des Vorstandes und des Präsidiums der Deutschen Zentrale für Jugendfürsorge.
Marie Baum wurde von Gertrud Bäumer gebeten, in Personalunion die in Hamburg neu gegründete Soziale Frauenschule und Sozialpädagogisches Institut zu leiten, die am 30. April 1917 ihre Pforten öffnete. Sie unterrichtete Sozialpolitik, Volkswirtschaftslehre und war vor allem für die praktische Ausbildung der Seminaristinnen zuständig. Daneben arbeitete sie noch als Referentin für Wohlfahrtspflege im Badischen Ministerium. 1919/20 gehörte Marie Baum für die Deutsche Demokratische Partei der Weimarer Nationalversammlung an. Anschließend war sie bis zur Neuwahl der Schleswig-Holsteinischen Abgeordneten im Februar 1921 Reichstagsabgeordnete. 1921 schied sie mit Ende der Legislaturperiode aus Rücksicht auf ihre neuen beruflichen Aufgaben in Karlsruhe, im Badischen Staatsministerium, aus dem Parlament aus. Marie Baum widmete sich nun sieben Jahre lang dem staatlichen Aufbau des Fürsorgewesens. In den Jahren zwischen 1919 und 1924 machte sich Marie Baum gemeinsam mit Clara Henriques Marie Juchacz und Helene Simon um die Organisation der Quäkerspeisungen für deutsche Schulkinder verdient. Durch diese Quäkerspeisung konnte untergewichtigen Kindern nach vorangegangener ärztlicher Untersuchung die dringend notwendige Zusatznahrung angeboten werden. Das wohl größte Projekt der Kinder- und Jugendfürsorge in Baden in der Nachkriegszeit, die „Kinderstadt Heuberg“ bei Stetten am kalten Markt, ging auf Maria Baum zurück.
Zusammen mit anderen Frauen und Männern, darunter Alice Salomon, Gertrud Bäumer und Eduard Spranger, gründete sie 1925 in Berlin-Schöneberg die Deutsche Akademie für soziale und pädagogische Frauenarbeit, für deren Forschungsabteilung sie in Zusammenarbeit mit Alice Salomon die seinerzeit vielbeachtete Publikation Das Familienleben in der Gegenwart. 182 Familienmonographien. verfasste. 1928 erhielt Marie Baum einen Lehrauftrag für soziale Fürsorge und Wohlfahrtspflege am Institut für Sozial- und Staatswissenschaften an der Universität Heidelberg. Damit verbunden war ein Umzug von Karlsruhe nach Heidelberg. Von 1928 bis 1933 entfaltete die Sozialpolitikerin eine reichhaltige Vortragstätigkeit und reiste u. a. nach England, Italien und in die USA. Nach der so genannten Machtergreifung 1933 musste sie all ihre Lehraufträge und Ämter aufgeben, da ihre Großmutter mütterlicherseits jüdischer Abstammung war. Sie unterstützte Pfarrer Hermann Maas, der Hilfeleistungen für „Nichtarier“ sowie Juden organisierte und ihnen bei der Auswanderung half. Im November 1941 führte die Gestapo eine Hausdurchsuchung bei Marie Baum durch, die jedoch ergebnislos verlief, da sie noch rechtzeitig belastende Dokumente in Sicherheit bringen konnte.
Ab 1946 übernahm die inzwischen über 70-Jährige erneut einen Lehrauftrag an der Universität Heidelberg, gründete dort den Studentenclub Friesenberg und engagierte sich wenige Monate in der Heidelberger Christlich-Sozialen Union (CSU), einem Vorläufer des CDU-Kreisverbands Heidelberg, bis sich die CDU vom christlichen Sozialismus abwandte. Im Folgenden schloss sich Marie Baum dem Kreis um Alfred Weber, Alexander Mitscherlich u. a. mit dem Namen „Heidelberger Aktionsgruppe“ an. Parteipolitisch binden mochte sie sich nicht mehr und nahm deshalb auch keine politischen Funktionen mehr wahr; den Schwerpunkt ihrer Tätigkeit sah sie im Lehramt. Zudem unterstützte sie den Wiederaufbau des 1927 von Elisabeth von Thadden im Schloss Wieblingen gegründeten Landerziehungsheimes. Im Jahr 1950 schrieb sie die Einführung zum Tagebuch der Anne Frank.

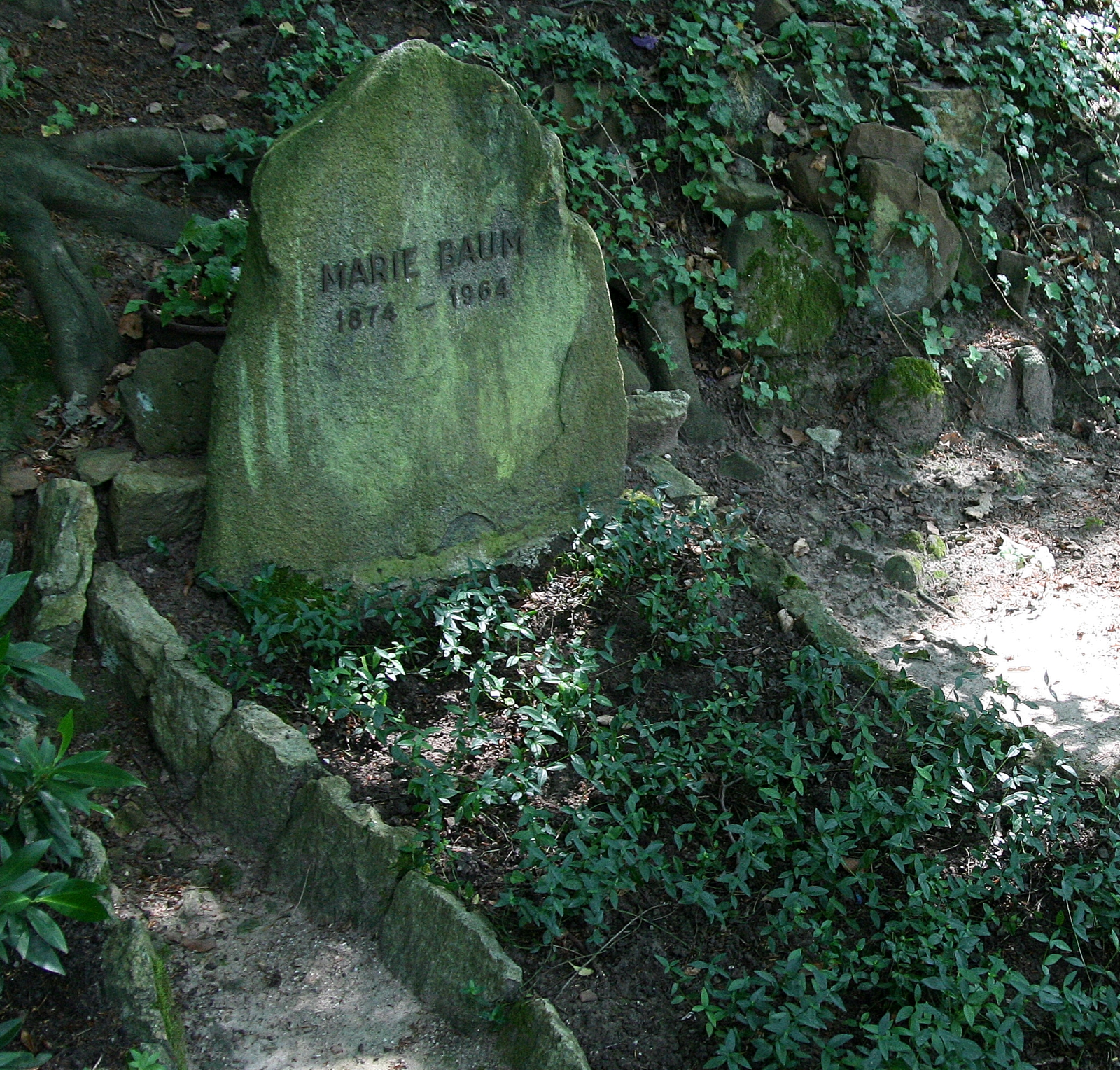
Das Grab von Marie Baum auf dem Bergfriedhof (Heidelberg) in der Waldabteilung (Abt. WB)

Baum wurde auf dem Bergfriedhof (Heidelberg) beigesetzt. Ihre Grabstätte wird von einem Findling geschmückt, der in schlichten Bronze-Lettern ihren Namen und ihre Lebensdaten trägt. Sie vermachte der Universitätsbibliothek Heidelberg sämtliche Bände von und über Ricarda Huch aus ihrer privaten Bibliothek. Auch ihr Nachlass befindet sich dort. In Heidelberg trägt seit 1974 eine hauswirtschaftliche Berufsschule, ein berufliches Gymnasium und in Karlsruhe seit 2000 eine Straße ihren Namen.

## Ehrungen
- Ehrenbürger der Ruprecht-Karls-Universität Heidelberg zum 75. Geburtstag[10]
- Verdienstkreuz des Verdienstordens der Bundesrepublik Deutschland zum 80. Geburtstag[10]
- Namensgeberin der Marie Baum-Schule, Heidelberg
- Namensgeberin für den Preis der Emeriti der Theologischen Fakultät der Universität Heidelberg[11]

## Veröffentlichungen (Auswahl)
- Über p-Xylylhydroxylamin: Beiträge zur Kenntnis des 1-2-Naphtalendiazooxyds, Dissertation an der Universität Zürich 1899, Leemann, Zürich 1899 (OCLC 246211145).
- Drei Klassen von Lohnarbeiterinnen in Industrie und Handel der Stadt Karlsruhe, Karlsruhe: Braun, 1906, Digitalisat
- Vormundschaft und Pflegschaft über vermögenslose Minderjährige, Berlin 1909
- Wohnung und Frau. Fünf Vorträge, Karlsruhe 1912
- Die Wohlfahrtspflege, ihre einheitliche Organisation und ihr Verhältnis zur Armenpflege. München/Leipzig 1916 (= Schriften des deutschen Vereins für Armenpflege und Wohltätigkeit. Band 104).
- Wohnweise kinderreicher Familien in Düsseldorf - Stadt und Land. Eine statistische Studie, Berlin 1917
- Grundriss der Gesundheitsfürsorge, München 1923
- mit Ricarda Huch, Ludwig Curtius, Anton Erkelenz (Hrsg.): Frieda Duensing: Ein Buch der Erinnerung, Berlin: F. A. Herbig, 3. vermehrte Aufl. 1926 (1. Aufl. 1922). (Enthält neben Texten der Herausgeber über Duensing ein längeres Porträt von Marie Baum)
- Familienfürsorge, Karlsruhe 1928
- Das Familienleben in der Gegenwart. 182 Familienmonographien, Berlin 1930
- (mit Alix Westerkamp): Rhythmus des Familienlebens. Das von einer Familie täglich zu leistende Arbeitspensum, Berlin 1931
- Rückblick auf mein Leben, erweiterte Ausgabe Heidelberg 1950 (zuerst Privatdruck 1939)
- Leuchtende Spur. Das Leben Ricarda Huchs, Tübingen 1950 (4. Aufl. 1964)
- Aus einem Lebensbild Anna von Gierkes. In: Mädchenbildung und Frauenschaffen, Heft 2/1952, S. 1–12.
- Anna von Gierke. Ein Lebensbild, Belz, Weinheim / Berlin 1954 (DNB 450267415).
- Vorwort zu: Tagebuch der Anne Frank, Schneider, Heidelberg 1950 (deutsche Erstausgabe DNB 451336453).